# 阿凱德 (紐約州)
阿凱德（英語：Arcade）是一個位於美國紐約州懷俄明縣的鎮。

## 人口
根據2020年美國人口普查的數據，阿凱德的面積為122.01平方千米，當中陸地面積為121.74平方千米，而水域面積為0.27平方千米。當地共有人口4220人，而人口密度為每平方千米35人。